# Amphibische Kriegsführung

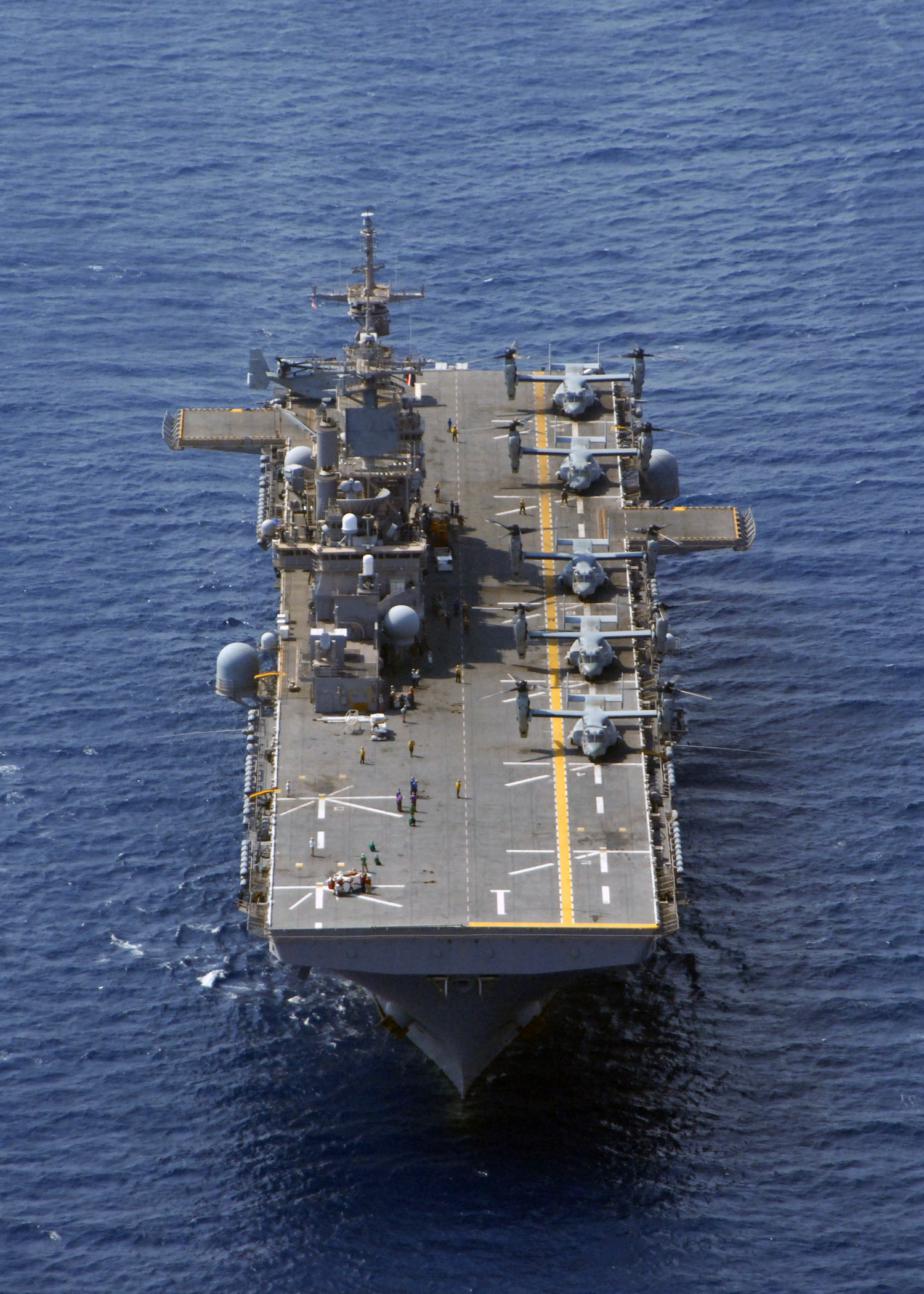
Amphibisches Mehrzweckschiff Wasp

Amphibische Kriegsführung (Amphibik) bezeichnet militärische Operationen im Küstenraum unter Beteiligung von Seestreitkräften und Marineinfanterie oder anderen speziellen Landungstruppen, bei denen Truppen und Material – auch ohne Nutzung vorhandener Häfen – gelandet oder an Bord genommen werden. Der Begriff leitet sich ab von altgriechischem Präfix „amphi“ (deutsch: „doppelt, beide“) und ist – angelehnt an den Begriff Amphibien – bezogen auf die gleichzeitige Kriegsführung auf See und an Land. Da an modernen amphibischen Operationen immer auch Luftfahrzeuge beteiligt sind, wurde zeitweilig auch von triphibischen Operationen gesprochen, jedoch hat sich dieser Begriff nicht durchsetzen können. Für amphibische Operationen benötigt man Landungsfahrzeuge, Schwimmpanzer, Landungstruppen, unterstützende Kriegsschiffe, Flugzeuge und Hubschrauber. Aufgrund dieser vielen unterschiedlichen Mittel gelten amphibische Operationen als die kompliziertesten militärischen Operationen überhaupt. Zu den amphibischen Operationen gehören:
- Kampflandungen
- Kommandounternehmen
- Evakuierungen von Truppen und Zivilpersonen
- und in erweitertem Sinne die Unterstützung von an Land eingesetzten Truppen

## Amphibische Kräfte
Amphibische Kräfte sind Mittel militärischer Machtprojektion. Vor allem Nationen mit überseeischen Interessen verfügen über spezielle Schiffe und Truppen für amphibische Aufgaben. Die USA verfügen mit einer großen Zahl von Landungsschiffen und dem als eigene Teilstreitkraft organisierten United States Marine Corps über die größte und modernste amphibische Streitmacht der Welt. Viele europäische Nationen besitzen ebenfalls Landungsschiffe und eine eigene Marineinfanterie, darunter Großbritannien, Frankreich, Spanien (Galicia-Klasse, Juan Carlos I, Infantería de Marina), Italien (San-Giorgio-Klasse, San-Marco-Regiment) und die Niederlande (Rotterdam-Klasse, Korps Mariniers).

## Geschichte

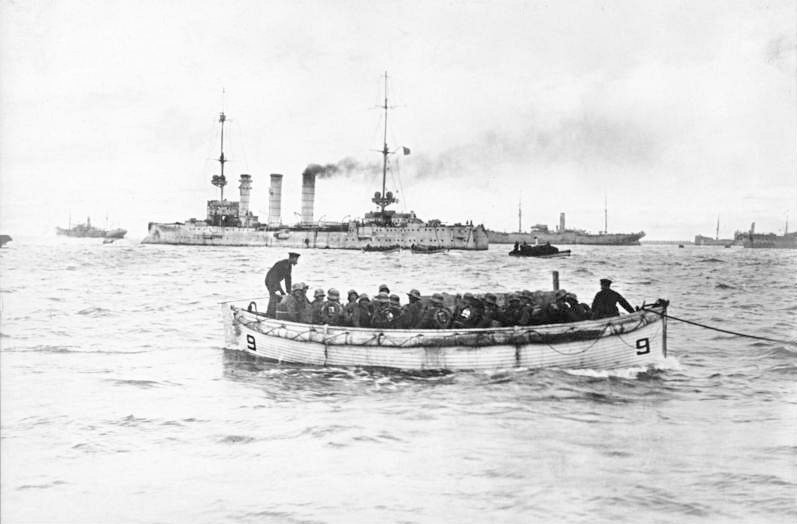
Deutsche Truppenlandung mit Beibooten im Ersten Weltkrieg, Ösel 1917

Neben der Bekämpfung von feindlichen Flotten gehört das Anlanden von Soldaten zu den ältesten Formen des Seekrieges. Im Grunde setzt jede Eroberung einer Insel eine amphibische Operation voraus, wobei es bis in die Neuzeit hinein keine spezifischen Taktiken oder spezialisierte Truppen für die amphibische Kriegsführung gab. Die amphibische Operation beschränkte sich lange darauf Truppen mit Hilfe von Schiffen sicher ins Einsatzgebiet zu bringen und diese möglichst unbemerkt anzulanden. In diesem Sinne gab es durch die Geschichte eine Reihe großer bzw. geschichtlich bedeutender Landungsoperationen, wie z. B.:
- 490 v. Chr. landete das persische Heer in der Ebene von Marathon
- 43 n. Chr. eroberte das römische Reich große Teile Britanniens.
- 1274 und 1281 n. Chr. versuchten mongolische und koreanische Truppen vergeblich Japan zu erobern.
- 1565 n. Chr. scheiterte das osmanische Reich bei dem Versuch Malta zu erobern.

Im Zeitalter der Entdeckungen und der kolonialen Eroberungen europäischer Seemächte entstanden in vielen dieser Länder spezielle Marineinfanterie-Einheiten, so zum Beispiel in Großbritannien die Royal Marines und in Spanien die Infantería de Marina.
Die erste große amphibische Operation in modernem Sinne, bei der es eine Vorbereitung und Unterstützung durch Schiffsartillerie sowie Luftunterstützung gab, fand im Ersten Weltkrieg mit der Schlacht um Gallipoli statt. Die größten amphibischen Operationen der Geschichte fanden im Zweiten Weltkrieg statt. Dazu zählen die Operation Husky (die alliierte Invasion Siziliens ab dem 10. Juli 1943), die Operation Shingle (ab 22. Januar 1944, Landung südöstlich von Rom) und vor allem die Landung der Alliierten in der Normandie am 6. Juni 1944 (Operation Overlord, D-Day) und die Operation Dragoon (ab 15. August 1944: Landung an der Côte d’Azur).
Bedeutende amphibische Operationen nach 1945 waren z. B. die amerikanische Landung bei Incheon während des Koreakrieges und die britische Wiedereroberung der Falklandinseln im Falklandkrieg 1982.

## Heutige Bedeutung der Amphibik

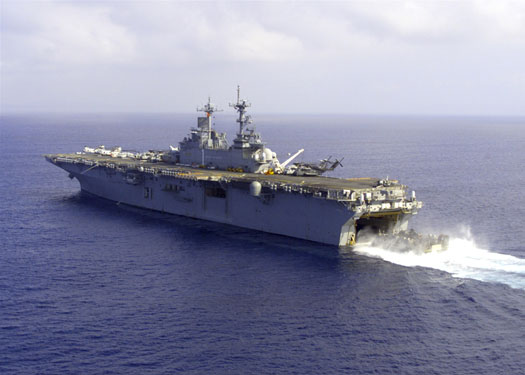
Ein LCAC bei der Einfahrt ins Welldeck der Wasp

### Friedensunterstützende Operationen
In der seit 1990 veränderten Weltlage spielen Kampflandungen gegen verteidigte Küsten nur noch eine geringe Rolle in den Planungen für amphibische Operationen. Stattdessen ist die Unterstützung von friedenssichernden Operationen von See in den Vordergrund getreten. Moderne, große Landungsschiffe haben sich als sehr geeignet erwiesen, Truppen in entfernte Regionen zu transportieren und sie in ihrem Einsatz zu unterstützen. Sie können mit ihren Hubschraubern und Landungsbooten auch in Regionen mit schwacher Hafeninfrastruktur Material liefern und als schwimmende Basis für verschiedene Unterstützungsleistungen dienen. Eine weitere wichtige Aufgabe ist die Evakuierung von Krisenregionen wie etwa bei einer britischen Operation in Sierra Leone im Mai 2000. Viele Nationen in Europa haben deshalb nach 1990 neue Landungsschiffe erworben.

### Vorausstationierung
Eine besondere Bedeutung kommt der schwimmenden Stationierung von Truppen auf Landungsschiffen zu. Bevor über einen militärischen Einsatz entschieden ist, können die vorgesehenen Truppen bereits auf Landungsschiffen in das Einsatzgebiet gebracht werden. Da sich die Landungsschiffe auf Hoher See und damit im hoheitsfreien Raum bewegen, sind derartige Truppenbewegungen nicht von der Zustimmung fremder Staaten abhängig. Die USA unterhalten zum Beispiel eine eigene Flotte von sogenannten Maritime Prepositioning Ships, die in verschiedenen Regionen der Welt Material für Truppen bereithalten.

### Ship-to-objective maneuver (STOM)
Eine neue Form amphibischer Operationen ist die von den USA als Ship-to-objective maneuver (STOM) entwickelte Taktik, bei der die Landungstruppen mit geeigneten schnellen Verbringungsmitteln von einem von der Küste entfernt operierenden Flottenverband (over the horizon) direkt zu ihrem Angriffsziel transportiert werden, auch wenn dieses Ziel nicht direkt an der Küste liegt. Als Reichweite sind konzeptionell 200 nm vorgesehen, von 25 nm vor der Küste bis 175 nm ins Landesinnere. Als Verbringungsmittel sind Hubschrauber (CH-53 Sea Stallion), Luftkissenlandungsboote (LCAC), Senkrechtstarter (MV-22A Osprey) und Amphibienfahrzeuge (Assault Amphibious Vehicle) vorgesehen. Auch die britische Royal Navy verfügt über eine begrenzte STOM-Fähigkeit.

## Deutschland

### Kaiserliche Marine
Deutschland hat in seiner Geschichte nur zeitweise kleinere amphibische Kräfte besessen. In der Kaiserlichen Marine bestand die Marineinfanterie vor dem Ersten Weltkrieg nur aus drei Seebataillonen, die die Marinestützpunkte bewachen sollten. Lediglich das III. Seebataillon war in Übersee, im Schutzgebiet Kiautschou in China, stationiert. Die anderen beiden kamen nur während kolonialer Unruhen, so zum Beispiel während des Boxeraufstandes in China und während des Hereroaufstandes in Deutsch-Südwestafrika zum überseeischen Einsatz. Erst im Ersten Weltkrieg wuchs ein eigenes Marinecorps auf, das vorwiegend in Flandern zum Einsatz kam. Die einzigen größeren deutschen Landungsunternehmen im Ersten Weltkrieg war das Unternehmen Albion, die Besetzung der baltischen Inseln Ösel und Dagö im Oktober 1917, und die Unterstützung Finnlands im Frühjahr 1918. Hinzu kommt das nicht mehr zur Ausführung gelangte Unternehmen Schlußstein, die geplante Unternehmung gegen die Murmanbahn im Herbst 1918.

### Kriegsmarine
Im Zweiten Weltkrieg bestanden auf deutscher Seite kaum spezielle amphibische Kräfte. Dennoch gelang mit der Besetzung Norwegens und Dänemarks (Unternehmen Weserübung) eine große amphibische Operation, bei der Teile von Heer, Luftwaffe und Kriegsmarine eingesetzt wurden. Für die geplante Landung in Großbritannien (Unternehmen Seelöwe) wurden diverse kleine Schiffe und Kähne provisorisch als Landungsboote hergerichtet und ein Bauprogramm für Landungsboote aufgelegt. Diese kamen jedoch aufgrund der fehlenden, für Landungsunternehmen jedoch erforderlichen Luftüberlegenheit nicht zum Einsatz.

### Bundesmarine
In den Planungen der Bundesmarine nach 1956 spielte die amphibische Kampfführung zunächst eine große Rolle. Man beabsichtigte, im Fall eines sowjetischen Angriffs auf die Bundesrepublik, Landungen der Verbündeten im Rücken der Landfront zu unterstützen. Dafür wurde ein eigenes Kommando der amphibischen Streitkräfte aufgestellt, zu dem eine Anzahl von Schiffen und speziellen Truppen, darunter auch Kampfschwimmer, gehörten. Als in den 1960er Jahren klar wurde, dass derartige Planungen angesichts der militärischen Kräfteverhältnisse in Europa unrealistisch waren, wurde diese amphibische Komponente stark reduziert. Stattdessen sollten mögliche Landungen der Streitkräfte des Warschauer Pakts an den deutschen und dänischen Ostseeküsten abgewehrt werden. In den 1970er und 1980er Jahren war die Abwehr amphibischer Operationen Hauptaufgabe der Bundesmarine in der Ostsee.

### Volksmarine
Die Volksmarine der DDR verfügte ebenfalls über amphibische Kräfte, darunter eine Anzahl mittlerer Landungsschiffe. In den 1970er Jahren ließ sie 12 mittlere Landungsschiffe mit der NATO-Bezeichnung Frosch-Klasse bauen, die jeweils eine Kampfkompanie, eine Motschützenkompanie mit 10 Gefechtsfahrzeugen und Verstärkungsmittel (z. B. einen Panzerabwehrzug oder Teile der Granatwerferbatterie) transportieren konnten. Die Verstärkungsmittel, die meist nicht schwimmfähig waren, wurden auf dem Oberdeck verladen und dann nach der Anlandung der Motschützenkompanie durch Brücken oder Fähren (PTM oder GSP) angelandet. Ein Regiment der Landstreitkräfte, das MSR-28, bildete im Wechsel (für 2 bis 4 Jahre) das I. oder II. Motschützenbataillon für die Teilnahme an Seeanlandungen aus. Für mehr reichte die Seetransportmöglichkeit der Landungsschiffbrigade der Volksmarine auch nicht aus. Insofern konnte die NVA nur taktische Seelandungen durchführen oder im Bestand der vereinten Ostseeflotten an operativen Seelandungen teilnehmen. Das MSR-28 wurde am 28. Februar 1990 aus den Landstreitkräften herausgelöst und als KVR-18 (Küstenverteidigungsregiment - 18) der Volksmarine unterstellt.

### Deutsche Marine
Nach der Wiedervereinigung im Jahre 1990 wurden die amphibischen Kräfte der nun gesamtdeutschen Marine weiter verkleinert. Allerdings ergab sich spätestens bei der Rückführung des deutschen Heereskontingents aus Somalia 1994 der Bedarf für eine militärische Transportkomponente. Seither hat es verschiedene Planungen gegeben, für Auslandseinsätze der Bundeswehr ein oder zwei größere Docklandungsschiffe zu beschaffen, die jedoch bisher an der Finanzierung gescheitert sind.
In der neueren Struktur der Deutschen Marine gab es bis 2014 zwei Kommandos von etwa Bataillonsstärke, die auch für marineinfanteristische und amphibische Aufgaben geeignet waren. Es handelt sich zum einen um die Marineschutzkräfte (MSK), die Schiffe und Landeinrichtungen der Marine im In- und Ausland gegen asymmetrische Bedrohungen schützen sollten, und zum anderen um die Spezialisierten Einsatzkräfte der Marine (SEKM), zu denen unter anderem die Kampfschwimmer gehörten.
Im Zuge der Neuausrichtung der Bundeswehr wurden die Verbände aufgelöst.
Ihre Aufgaben werden durch die zum 1. April 2014 neu aufgestellten Verbände Seebataillon (SeeBtl) und Kommando Spezialkräfte der Marine (KSM) fortgeführt.